# Équipe cycliste Hincapie Leomo Powered by BMC
L'équipe cycliste Hincapie Leomo Powered by BMC (connue précédemment comme l'équipe Hincapie Sportswear Development, Holowesko Citadel et Arapahoe-Hincapie) est une équipe cycliste américaine créée en 2008 et ayant le statut d'équipe continentale depuis 2012, à l'exception de 2018 où elle court avec une licence continentale professionnelle.

## Histoire
Elle est fondée en 2008 par l'ancien coureur cycliste américain George Hincapie. Elle est dirigée par son frère Richard Hincapie avec l'aide du directeur sportif Thomas Craven. Son siège social est situé à Greenville (Caroline du Sud).
Elle a ses premières années d'existence un rôle d'équipe de développement. Elle devient une équipe continentale UCI, en partenariat avec l'équipe UCI ProTour BMC Racing Team en 2012 et change de nom pour s'appeler BMC-Hincapie Sportswear. En 2016, Holowesko et Citadel rejoignent l'équipe en tant que sponsor titre.
Toms Skujins (Trek-Segafredo), Larry Warbasse (Aqua Blue Sport), Dion Smith (Wanty-Groupe Gobert) et Joey Rosskopf (BMC Racing) ont quitté l'équipe pour courir au niveau supérieur.
En novembre 2017, l'équipe est promue avec le statut continentale professionnelle pour la saison 2018. Elle ne le conserve pas en 2019, car ses deux sponsors principaux Holowesko Partners et Citadel Financial ne renouvellent pas leur contrat.

## Principales victoires

### Courses d'un jour
- Redlands Bicycle Classic : Joey Rosskopf (2014)
- Winston Salem Cycling Classic : Toms Skujiņš (2015), Robin Carpenter (2017)
- White Spot Delta Road Race : John Murphy (2017)

### Courses par étapes
- Paris-Arras Tour : Joey Rosskopf (2013)
- Tour de Beauce : Toms Skujiņš (2014), Andžs Flaksis (2017), Brendan Rhim (2019)
- Tour d'Alberta : Robin Carpenter (2016)
- Joe Martin Stage Race : Robin Carpenter (2017), Ruben Companioni (2018)
- Cascade Cycling Classic : Robin Carpenter (2017)

## Classements UCI
L'équipe participe aux épreuves des circuits continentaux. Le tableau ci-dessous présente les classements de l'équipe sur les circuits, ainsi que son meilleur coureur au classement individuel.
UCI Africa Tour
| Saison | Classement par équipes | Meilleur coureur au classement individuel |
| ------ | ---------------------- | ----------------------------------------- |
| 2012   | 23e                    | Tyler Magner (156e)                       |

UCI America Tour
| Saison | Classement par équipes | Meilleur coureur au classement individuel |
| ------ | ---------------------- | ----------------------------------------- |
| 2012   | 40e                    | Tanner Putt (269e)                        |
| 2013   | 15e                    | Joseph Lewis (76e)                        |
| 2014   | 4e                     | Joey Rosskopf (7e)                        |
| 2015   | 3e                     | Toms Skujiņš (1er)                        |
| 2016   | 1re                    | Robin Carpenter (8e)                      |
| 2017   | 2e                     | Robin Carpenter (5e)                      |
| 2018   | 14e                    | Fabian Lienhard (62e)                     |
| 2019   | 17e                    | Brendan Rhim (87e)                        |

UCI Asia Tour
| Saison | Classement par équipes | Meilleur coureur au classement individuel |
| ------ | ---------------------- | ----------------------------------------- |
| 2012   | 39e                    | Tyler Magner (107e)                       |
| 2013   | 62e                    | Joey Rosskopf (212e)                      |
| 2016   | 88e                    | Robin Carpenter (514e)                    |
| 2018   | 105e                   | Fabian Lienhard (621e)                    |

UCI Europe Tour
| Saison | Classement par équipes | Meilleur coureur au classement individuel |
| ------ | ---------------------- | ----------------------------------------- |
| 2013   | 87e                    | Joey Rosskopf (195e)                      |
| 2014   | 112e                   | Toms Skujiņš (664e)                       |
| 2015   | 89e                    | Toms Skujiņš (521e)                       |
| 2016   | 128e                   | Andrei Krasilnikau (1174e)                |
| 2017   | 124e                   | Andrei Krasilnikau (999e)                 |
| 2018   | 65e                    | Fabian Lienhard (405e)                    |

UCI Oceania Tour
| Saison | Classement par équipes | Meilleur coureur au classement individuel |
| ------ | ---------------------- | ----------------------------------------- |
| 2012   | 12e                    | Joseph Lewis (23e)                        |
| 2014   | 12e                    | Dion Smith (53e)                          |
| 2015   | 7e                     | Dion Smith (15e)                          |

## Hincapie Leomo Powered by BMC en 2020[15]
| Cycliste       | Date de naissance | Nationalité | Équipe 2019               |  |
| -------------- | ----------------- | ----------- | ------------------------- |  |
| Cameron Beard  | 1er août 1998     | États-Unis  | Team Differdange-GeBa     |  |
| Dario Giovine  | 11 mars 1992      | Italie      |                           |  |
| Noah Granigan  | 18 janvier 1996   | États-Unis  | Floyd's Pro Cycling       |  |
| Richard Holec  | 23 janvier 1999   | Tchéquie    | Team Colpack              |  |
| Yuki Ishihara  | 5 avril 1997      | Japon       | Interpro Cycling Academy  |  |
| Samuel Janish  | 10 avril 2000     | États-Unis  |                           |  |
| Seth Jones     | 4 août 2000       | États-Unis  | Arapahoe-Hincapie p/b BMC |  |
| Simon Jones    | 24 août 1999      | États-Unis  | Interpro Cycling Academy  |  |
| Yusuke Kadota  | 18 août 1998      | Japon       |                           |  |
| Tomoya Koyama  | 18 juillet 1998   | Japon       | Interpro Cycling Academy  |  |
| Spencer Petrov | 9 septembre 1998  | États-Unis  |                           |  |
| Brendan Rhim   | 19 décembre 1995  | États-Unis  | Arapahoe-Hincapie p/b BMC |  |
| Pablo Torres   | 28 novembre 1987  | Espagne     | Interpro Cycling Academy  |  |